# Saalmulleria stumpffi
Saalmulleria stumpffi is een vlinder uit de familie van de Metarbelidae. De wetenschappelijke naam van deze soort is voor het eerst gepubliceerd in 1884 door Max Saalmüller.
Deze soort komt voor in Madagaskar.